# Белчева, Мара
Мара Иванова Белчева (8 сентября 1868, Севлиево — 16 марта 1937, София) — болгарская поэтесса и переводчица
.

## Биография
Получила хорошее образование для того времени. Окончив школу в Тырново, поступила и окончила женское училище в Вене.
В молодом возрасте стала вдовой. После убийства её мужа, либерального политика, министра финансов Христо Белчева, погибшего при покушении на премьер-министра в 1891 году, Мара уехала в Вену, где стала изучать литературу и филологию в местном университете. Здесь в Вене встретила известного поэта Пенчо Славейкова (1866—1912). Молодые полюбили другу друга и Мара стала близким другом и музой великого болгарского поэта.
В 1911 году они вместе уехали в Италию, потому что здоровье поэта ухудшилось. Пара поселилась в городе Брунат у озера Комо, где климат для Пенчо был благоприятным. Однако, в мае 1912 года Пенчо Славейков умер. Мара вернулась в Софию и жила довольно скромно до конца своей жизни.
Во время второй балканской войны в 1913 была медсестрой, позже учительствовала в Русе и Софии.
Умерла в нищете в 1937 г.

## Творчество
Дебютировала как поэтесса в 1907. Небольшие по объему её произведения являются уникальным явлением в истории болгарской «женской» поэзии.
Интимная лирика Белчевой полна нежных чувств и размышлений. Её поэзия — гимн своей нежной любви в стихах, которые позже стали песнями.
Печатала свои стихи в журнале «Философски преглед». Занималась переводами, в частности, перевела на болгарский Ницше «Так говорил Заратустра» и «Затонувший колокол» Г. Гауптмана.

## Избранные произведения
- Свърши се играта…
- В душата ми градина…
- Отплува лекий челн…
- Родих се да живея в бури…

## Память
- Сегодня на банкноте Болгарии достоинством 50 левов образца 1999 года изображена пара поэтов — на лицевой стороне — Пенчо Славейков, на оборотной — силуэт Мары Белчевой.